# Герои Российской Федерации — А
В настоящем списке представлены в алфавитном порядке Герои Российской Федерации, чьи фамилии начинаются с буквы «А». Список содержит информацию о роде войск (службе, деятельности) Героев на время присвоения звания, дате рождения, месте рождения, дате смерти и месте смерти Героев.
 Серым цветом в таблице выделены Герои, награждённые посмертно. 
| №  | Фото | Фамилия Имя Отчество                   | Род войск, служба    | Годы жизни                         | Место рождения                                                            | Место гибели (смерти)                                 |        |
| -- | ---- | -------------------------------------- | -------------------- | ---------------------------------- | ------------------------------------------------------------------------- | ----------------------------------------------------- | ------ |
| 1  |      | Абачев, Эседулла Абдулмуминович        | Генералитет          | род. 13 июня 1968                  | Зильдик, Хивский район, Дагестанская АССР, РСФСР                          |                                                       |        |
| 2  |      | Абденанова, Алиме                      | спецназ ГРУ          | 4 января 1924 — 5 апреля 1944      | Керчь, КАССР, РСФСР                                                       | Симферополь, КАССР, РСФСР                             |        |
| 3  |      | Абдуллин, Раушан Мухамедович           | спецназ ГРУ          | 26 июня 1988 — 8 августа 2008      | д. Нариманово, Тюменская область, РСФСР                                   | Цхинвал, Южная Осетия                                 |        |
| 4  |      | Абдурагимов, Магомедшамиль Магомедович | МВД                  | 5 января 1980 — 9 октября 2005     | с. Какамахи, Дагестанская АССР, РСФСР                                     | Махачкала, Дагестан                                   |        |
| 5  |      | Абдурахманов, Канти                    | Артиллерия           | 1916 — 28 марта 2000               | с. Шали (или Аргун), Грозненский округ, Терская область                   | Аргун, Чечня                                          | [ 1 ]  |
| 6  |      | Абрамашвили, Николай Георгиевич        | авиация              | 28 декабря 1918 — 30 ноября 1942   | пос. Ахалдаба, Грузинская Демократическая Республика                      | под Сталинградом, РСФСР                               | [ 2 ]  |
| 7  |      | Абраменко, Михаил Владимирович         | авиация              | 31 августа 1978 — 4 декабря 2022   | Дербент, Дагестанская АССР, РСФСР                                         | Украина                                               |        |
| 8  |      | Абрамович, Юрий Гарриевич              | авиация              | 15 сентября 1935 — 28 февраля 2017 | Харьков, Харьковская область, Украинская ССР                              | Жуковский, Московская область                         | [ 3 ]  |
| 9  |      | Абуталимов, Темирлан Умарович          | Пехота и мотострелки | род. 2 мая 1997                    | Темираул, Хасавюртовский район, Дагестан                                  |                                                       |        |
| 10 |      | Авдеев, Сергей Васильевич              | Лётчик-космонавт     | род. 1 января 1956                 | Чапаевск, Куйбышевская область, РСФСР                                     |                                                       | [ 4 ]  |
| 11 |      | Аверкиев, Александр Александрович      | ВВ МВД               | 27 февраля 1980 — 9 января 2000    | Новочеркасск, Ростовская область, РСФСР                                   | с. Мескер-Юрт, Чечня                                  |        |
| 12 |      | Аверьянов, Вячеслав Юрьевич            | авиация              | род. 15 сентября 1959              | Белорецк, Башкирская АССР, РСФСР                                          |                                                       | [ 5 ]  |
| 13 |      | Аверьянов, Иван Васильевич             | авиация              | 23 сентября 1920 — 3 ноября 1998   | Ейск, Кубано-Черноморская область, РСФСР                                  | Ульяновск                                             | [ 6 ]  |
| 14 |      | Адамишин, Виктор Михайлович            | МВД                  | 25 марта 1962 — 7 апреля 1995      | Мурманск, Мурманская область, РСФСР                                       | с. Самашки, Чечня                                     |        |
| 15 |      | Адамс, Артур Александрович             | Разведка ГРУ         | 25 октября 1885 — 14 января 1969   | Эскильстуна, Швеция                                                       | Москва, РСФСР                                         |        |
| 16 |      | Азарычев, Геннадий Алексеевич          | Морская пехота       | род. 27 декабря 1967               | с. Нарышкино, Орловская область, РСФСР                                    |                                                       |        |
| 17 |      | Акимова, Александра Фёдоровна          | авиация              | 5 мая 1922 — 29 декабря 2012       | с. Петрушино, Рязанская область, РСФСР                                    | Москва                                                | [ 7 ]  |
| 18 |      | Аксёнов, Александр Александрович       | авиация              | 24 июня 1984 — 17 сентября 2022    | Саратов, РСФСР                                                            | Украина                                               |        |
| 19 |      | Алаудинов, Апти Аронович               | МВД                  | род. 5 октября 1973                | Грозный, Чечено-Ингушская АССР, РСФСР                                     |                                                       |        |
| 20 |      | Александров, Владимир Леонидович       | Конструктор          | род. 10 октября 1944               | Ленинград, РСФСР                                                          |                                                       |        |
| 21 |      | Алексеев, Александр Иванович           | ФСБ                  | 30 сентября 1952 — 8 августа 1996  | Ухта, Коми АССР, РСФСР                                                    | Грозный, Чечня                                        |        |
| 22 |      | Алексеев, Владимир Степанович          | спецназ ГРУ          | род. 24 апреля 1961                | д. Голодьки, Хмельникский район, Винницкая область, Украинская ССР, РСФСР |                                                       |        |
| 23 |      | Алексеев, Эдуард Константинович        | Пехота и мотострелки | 25 марта 1974 — 12 августа 1996    | Родионово-Несветайская слобода, Ростовская область, РСФСР                 | Грозный, Чечня                                        |        |
| 24 |      | Алимов, Владимир Ришадович             | авиация              | род. 6 декабря 1957                | с. Караидель, Башкирская АССР, РСФСР                                      |                                                       |        |
| 25 |      | Алыков, Марат Равильевич               | авиация              | род. 20 августа 1959               | пос. Капустин Яр, Астраханская область, РСФСР                             |                                                       | [ 8 ]  |
| 26 |      | Амелин, Станислав Александрович        | МВД                  | 24 октября 1975 — 9 июля 1996      | Кемерово, Кемеровская область, РСФСР                                      | с. Гехи-Чу, Чечня                                     |        |
| 27 |      | Амосов, Сергей Анатольевич             | Пехота и мотострелки | 4 октября 1960 — 16 мая 1983       | с. Красная Горка, Оренбургская область, РСФСР                             | в районе ущелья Ганджгал, провинция Кунар, Афганистан | [ 9 ]  |
| 28 |      | Ананичев, Александр Михайлович         | Пехота и мотострелки | 25 мая 1991 — 11 июля 2022         | Новый Оскол, Белгородская область, РСФСР                                  | Харьковская область, Украина                          |        |
| 29 |      | Анашкин, Геннадий Владимирович         | Десантные войска     | род. 17 декабря 1968               | Куйбышев, Куйбышевская область, РСФСР                                     |                                                       | [ 10 ] |
| 30 |      | Андреев, Александр Петрович            | авиация              | 5 мая 1923 — 5 октября 2020        | с. Берёзово, Рязанская губерния, РСФСР                                    | Москва                                                | [ 11 ] |
| 31 |      | Андронов, Анатолий Васильевич          | авиация              | род. 13 марта 1951                 | Щёлково, Московская область, РСФСР                                        |                                                       |        |
| 32 |      | Аникин, Сергей Анатольевич             | МВД                  | 28 апреля 1973 — 14 января 2000    | Воронеж, Воронежская область, РСФСР                                       | с. Ачхой-Мартан, Чечня                                |        |
| 33 |      | Анохин, Юрий Михайлович                | МВД                  | род. 19 июня 1956                  | с. Паниковец, Орловская область, РСФСР                                    |                                                       |        |
| 34 |      | Анощенков, Андрей Иванович             | авиация              | 16 февраля 1969 — 11 августа 1999  | Архангельск, Архангельская область, РСФСР                                 | с. Ботлих, Дагестан                                   |        |
| 35 |      | Антонов, Александр Сергеевич           | авиация              | 8 апреля 1972 — 2 декабря 2022     | Приморский край, РСФСР                                                    | Украина                                               |        |
| 36 |      | Антонов, Виталий Сергеевич             | Пехота и мотострелки | род. 3 февраля 1986                | Магдебург, ГДР                                                            |                                                       |        |
| 37 |      | Антонович, Олег Васильевич             | авиация              | род. 17 декабря 1949               | Гомель, Гомельская область Белорусская ССР                                |                                                       | [ 3 ]  |
| 38 |      | Ануреев, Иван Валерьевич               | спецназ ГРУ          | род. 30 ноября 1979                | д. Сушиха, Новосибирская область, РСФСР                                   |                                                       |        |
| 39 |      | Апакидзе, Тимур Автандилович           | авиация              | 4 марта 1954 — 17 июля 2001        | Тбилиси, Грузинская ССР                                                   | Остров, Псковская область                             |        |
| 40 |      | Аплеталин, Максим Сергеевич            | спецназ ГРУ          | 17 февраля 1987 — 27 ноября 2022   | Волжский, Волгоградская область, РСФСР                                    | Украина                                               |        |
| 41 |      | Апухтин, Александр Леонидович          |                      | 11 февраля 1974 — 8 июня 2023      | Лоховка, Советский район, Крымская область, Украинская ССР                | Работино, Запорожская область, Украина                |        |
| 42 |      | Арапханова, Марем Ахметовна            |                      | 20 апреля 1963 — 1 октября 2002    | с. Алкун, Чечено-Ингушская АССР, РСФСР                                    | с. Алкун, Ингушетия                                   | [ 12 ] |
| 43 |      | Арефьев, Сергей Анатольевич            | Десантные войска     | 25 ноября 1972 — 27 июля 2005      | пгт. Быково, Волгоградская область, РСФСР                                 | Волгоград                                             | [ 13 ] |
| 44 |      | Артемьев, Алексей Геннадьевич          | ФСБ                  | род. 10 февраля 1973               | Долгопрудный, Московская область, РСФСР                                   |                                                       | [ 14 ] |
| 45 |      | Артемьев, Олег Германович              | Лётчик-космонавт     | род. 28 декабря 1970               | Рига, Латвийская ССР                                                      |                                                       |        |
| 46 |      | Артюхин, Александр Алексеевич          | авиация              | 15 апреля 1939 — 3 марта 2010      | Москва, РСФСР                                                             | Москва                                                | [ 15 ] |
| 47 |      | Асапов, Валерий Григорьевич            | Генералитет          | 1 января 1966 — 23 сентября 2017   | с. Константиновка, Малмыжский район, Кировская область, РСФСР             | Дайр-эз-Заур, провинция Дайр-эз-Заур, Сирия           |        |
| 48 |      | Аскеров, Аскер Магомедаминович         | МВД                  | 6 июля 1980 — 29 мая 2005          | с. Халимбекаул, Дагестанская АССР, РСФСР                                  | на автодороге Буйнакск-Унцукуль, Дагестан             |        |
| 49 |      | Астапов, Александр Сергеевич           | ВМФ                  | род. 6 июня 1953                   | Киев, Киевская область, Украинская ССР                                    |                                                       |        |
| 50 |      | Астафьев, Дмитрий Владимирович         | Пехота и мотострелки | 27 июля 1990 — 20 мая 2023         | Ольгинский район, Приморский край, РСФСР                                  | Украина                                               |        |
| 51 |      | Афанасьев, Алексей Алексеевич          | Десантные войска     |                                    | Ростов-на-Дону                                                            |                                                       |        |
| 52 |      | Афонин, Василий Максимович             | авиация              | 10 февраля 1919 — 4 января 1996    | д. Мостовая, Тульская область, РСФСР                                      | Москва                                                | [ 16 ] |
| 53 |      | Ахметшин, Марат Радикович              | Артиллерия           | 27 июня 1980 — 3 июня 2016         | с. Елизово, Елизовский район, Камчатская область, РСФСР                   | Пальмира, Сирия                                       |        |
| 54 |      | Ахпашев, Игорь Николаевич              | Бронетанковые войска | 24 декабря 1969 — 13 января 1995   | с. Аскиз, Красноярский край, РСФСР                                        | Грозный, Чечня                                        |        |
| 55 |      | Ахтырский, Иван Геннадьевич            | Десантные войска     | погиб 15 января 2023               | д. Дорофеево, Западнодвинский район, Калининская область, РСФСР           | Украина                                               |        |
| 56 |      | Ашихмин, Сергей Анатольевич            | ФСБ                  | 23 декабря 1977 — 24 октября 2012  | пос. Малиновка, Харьковская область, Украинская ССР                       | Казань, Татарстан                                     |        |
| 57 |      | Ашуров, Мухридин Ашурович              | Генералитет          | 22 марта 1950 — 26 июля 2007       | Душанбе, Таджикская ССР                                                   | Волгоград                                             |        |